# Jean Goze
Jean Goze est un religieux et homme politique français né le 8 novembre 1749 à Amou (Landes) et mort à une date inconnue, en Espagne.

## Présentation
Curé de Gaas, il est député du Clergé aux états généraux de 1789, pour la sénéchaussée de Dax.